# Paul-Henri-Joseph Lebrun
Paul-Henri-Joseph Lebrun (Gent, 22 april 1863 – Leuven, 4 november 1920) was een Belgisch componist, muziekpedagoog, dirigent en cellist. Voor bepaalde werken gebruikte hij het pseudoniem: P. Nurbel.

## Levensloop
Lebrun zou ingenieursstudies aan de universiteit aanvatten maar koos voor een studie aan het Koninklijk Conservatorium Gent. Aldaar studeerde hij bij Eduard De Vos (solfège), Jean-Baptiste Rappé (cello), Adolphe Samuel (fuga), Benoît-Jean Lagye (kamermuziek en contrapunt). Verder studeerde hij harmonie bij Karel Miry. Hij werd monitor van een voorbereidende cursus solfège aan het conservatorium en na het overlijden van Karel Miry in 1889 werd hij docent voor harmonie, in 1910 omgevormd tot harmonie en contrapunt. Hij bleef tot aan zijn overlijden als docent aan het Koninklijk Conservatorium Gent. Daarnaast was hij vanaf 1913 directeur van het Stedelijke Muziekconservatorium van Leuven. Aldaar doceerde hij in de vakken harmonie alsook contrapunt en fuga.
Hij was lid van kwartet Association des Artistes-musiciens. Naast zijn werkzaamheden als muzikant was hij ook bezig als dirigent. Van 1886 tot 1896 was hij dirigent van de Société royale de Chœurs, van 1890 tot 1906 van de Union Orphéonique in het Franse Cambrai en hij werd in 1895 als opvolger van Edouard Nevejans dirigent van de Cercle Artistique et Littéraire in Gent.
Lebrun schreef werken voor orkest, kamermuziek, vocale muziek (cantates, koorwerken en liederen) en een opera. In 1885 werd zijn Strijkkwartet in d, op. 5 door de Académie royale des sciences, des lettres et des beaux-arts de Belgique bekroond en in 1891 stond zijn Symfonie in e mineur eveneens op de erelijst van deze institutie. Hij nam driemaal aan de Prix de Rome wedstrijd deel. In 1887 deelde hij voor zijn Les Suppliantes een tweede prijs met Edmond Lapon. In 1889 was zijn bijdrage de cantate Moïse au Sinaï, waarmee hem wederom een tweede prijs toegekend werd, die hij dit keer met Lodewijk Mortelmans moest delen. Bij de derde poging in 1891 won hij de eerste prijs met zijn cantate Andromède, op. 11. Met de studiebeurs, die aan deze prijs was verbonden, kon hij nog in het buitenland verder studeren. Hij reisde door Italië, Oostenrijk, Frankrijk en Duitsland.

## Composities

### Werken voor orkest
- 1891 Symfonie in e mineur
- 1911 Sur la Montagne, symfonisch gedicht

### Werken voor harmonieorkest
- 1905 Marche jubilaire, voor harmonieorkest

### Muziektheater

#### Opera
| Voltooid in | titel                       | aktes       | première                              | libretto                                                         |
| ----------- | --------------------------- | ----------- | ------------------------------------- | ---------------------------------------------------------------- |
| 1895-1896   | La fiancée d'Abydos, op. 17 | 2 bedrijven | 30 december 1896, Gent, Grand-Théâtre | Armand Piters gebaseerd op George Gordon Byron "Bride of Abydos" |

### Vocale muziek

#### Cantates
- 1887 Les Suppliantes, cantate
- 1889 Moïse au Sinaï, cantate
- 1891 Andromède, cantate voor solisten, gemengd koor en orkest, op. 11 - tekst: J. Sauvenière

#### Werken voor koor
- 1894 Immortelle nature
- 1894 Venise, impressions d'Italie
- 1902 Pervigilium veneris (Zang aan de lente), voor gemengd koor
- 1908 De Nacht, voor gemengd koor
- 1916 Wereld vree, mars voor twee- of vierstemmig mannenkoor
- 1919 Ons België vrij, lyrisch gedicht voor mannenkoor en gemengd koor, op. 43

#### Liederen
- 1888 À toi !, idylle voor zangstem en piano - tekst: Charles Fuster
- 1888 Lentelust, voor zangstem en piano - tekst: Gentil Theodoor Antheunis
- 1891 Beminnen, voor zangstem en piano - tekst: S. Rippe
- 1894 Zonnevonken, voor zangstem en piano - tekst: Isidor Albert
- 1903 Er woont een vogel in mijn hart, voor zangstem en piano - tekst: Gentil Theodoor Antheunis
- 1905 Lied, voor zangstem en piano - tekst: Hélène Swarth
- 1907 Klein moederken, voor zangstem en piano, op. 33 - tekst: René De Clercq
- 1910 De mulder, voor zangstem en piano - tekst: René De Clercq
- 1916 Apaisement, voor zangstem en piano - tekst: L. Goemans

### Kamermuziek
- 1885 Strijkkwartet in d, op. 5

### Werken voor piano
- 1888 Sérénade !